# Milano-Sanremo 2012
Milano-Sanremo 2012 var den 103. udgave af klassiker-monumentet Milano-Sanremo. Løbet blev arrangeret over 298 km lørdag den 17. marts. Simon Gerrans sørgede for anden australske sejr i træk i løbet.
Udover de 18 ProTeams var de professionelle kontinentalhold Acqua & Sapone, Colnago-CSF Inox, Colombia-Coldeportes, Farnese Vini Selle Italia, Project 1t4i, Team Type 1 og Utensilnord-Named inviteret.

## Resultater
|    | Rytter            | Hold                      | Tid     |
| -- | ----------------- | ------------------------- | ------- |
| 1  | Simon Gerrans     | GreenEDGE                 | 6:59.24 |
| 2  | Fabian Cancellara | RadioShack-Nissan         | s.t.    |
| 3  | Vincenzo Nibali   | Liquigas-Cannondale       | s.t.    |
| 4  | Peter Sagan       | Liquigas-Cannondale       | + 2     |
| 5  | John Degenkolb    | Project 1t4i              | + 2     |
| 6  | Filippo Pozzato   | Farnese Vini Selle Italia | + 2     |
| 7  | Óscar Freire      | Katusha                   | + 2     |
| 8  | Alessandro Ballan | BMC Racing Team           | + 2     |
| 9  | Daniel Oss        | Liquigas-Cannondale       | + 2     |
| 10 | Daniele Bennati   | RadioShack-Nissan         | + 2     |